# Боташева Кулістан Магомедівна
Кулістан Магомедівна Боташева (рос. Кулистан Магомедовна Боташева; нар. 30 липня 1967, Привольне, Красногвардійський район, РРФСР) — російська футболістка, захисниця.

## Життєпис
Виступала за клуби «Спартак», «Спартак-13», «Інтеррос», ЦСКА. У 1994—1999 роках клуб ЦСК ВПС (Самара), за який провела в чемпіонаті Росії 72 матчі. У міжсезоння Кулістан Боташева, Ірина Григор'єва і Тетяна Єгорова виступали за німецьку команду «Турбіне» з Потсдама (з січня по травень в 1994-1996 роках). Чемпіонат в Німеччині був по системі «осінь-весна» і в літні місяці дівчата виступали за ЦСК ВВС. «Турбіне» на той час виступала в регіональній лізі і дівчата були запрошені в єдину сильну команду НДР для того, щоб пробитися в Бундеслігу.

## Досягнення
- Вища ліга Росії
  -  Чемпіон (3): 1992, 1994, 1996
  -  Срібний призер (3): 1995, 1997, 1998
  -  Бронзовий призер (1): 1999

- Кубок Росії
  -  Володар (2): 1992, 1994
  -  Фіналіст (2): 1995, 1996

- Кубок Співдружності
  -  Володар (1): 1996